# Josephine Crowell
Josephine Crowell (Josephine Boneparte Crowell: Nueva Escocia, entonces de la Norteamérica británica y hoy del Canadá, 11 de enero de 1859 – Amityville, de Nueva York, 27 de julio de 1932) fue una actriz cinematográfica canadiense de la época del cine mudo. En total actuó en 94 filmes entre 1912 y 1929.

## Biografía
Empezó su carrera de actriz cinematográfica actuando en la cinta de 1912 The School Teacher and the Waif. Su trabajo más destacado de ese período fue el que hizo en el clásico El nacimiento de una nación (1915), dirigido por D. W. Griffith y con Lillian Gish como actriz principal.

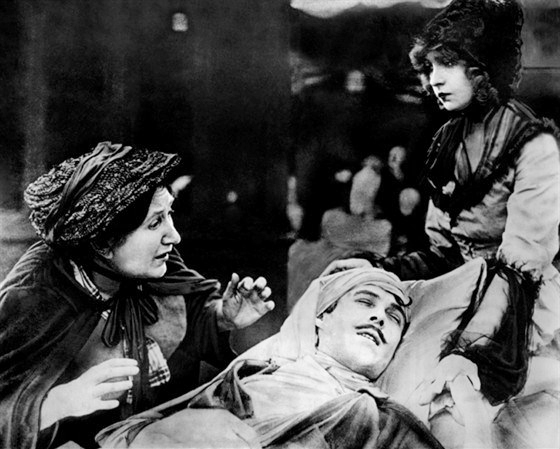
Parte de un fotograma de El nacimiento de una nación, de J. Crowell, Henry B. Walthall y Lillian Gish.

En 1919 Josephine Crowell actuó en 8 filmes, muchos de ellos cortos. 
En 1920, trabajó con Gladys Brockwell en Flames of the Flesh, actuando ese año en otras seis producciones. Desde 1921 a 1929 hizo 34 actuaciones, destacando de entre ellas The Splendid Crime, film protagonizado por Bebe Daniels en 1925. 
Su último papel tuvo lugar en el corto de 1929 Wrong Again, con Stan Laurel y Oliver Hardy. 
Con la llegada del cine sonoro su carrera finalizó de manera rápida. Crowell había estado casada con el actor Emile La Croix desde el inicio de su carrera, y residía en Amityville, Nueva York, en el momento de su fallecimiento, ocurrido el 27 de julio de 1932. Tenía 73 años de edad. Fue enterrada en el Cementerio Kensico, en Valhalla (Nueva York).

## Selección de su filmografía
| Año  | Film                        |
| ---- | --------------------------- |
| 1912 | The Painted Lady            |
| 1913 | The Mothering Heart         |
| 1914 | Home, Sweet Home            |
| 1914 | The Tear That Burned        |
| 1914 | The Sisters                 |

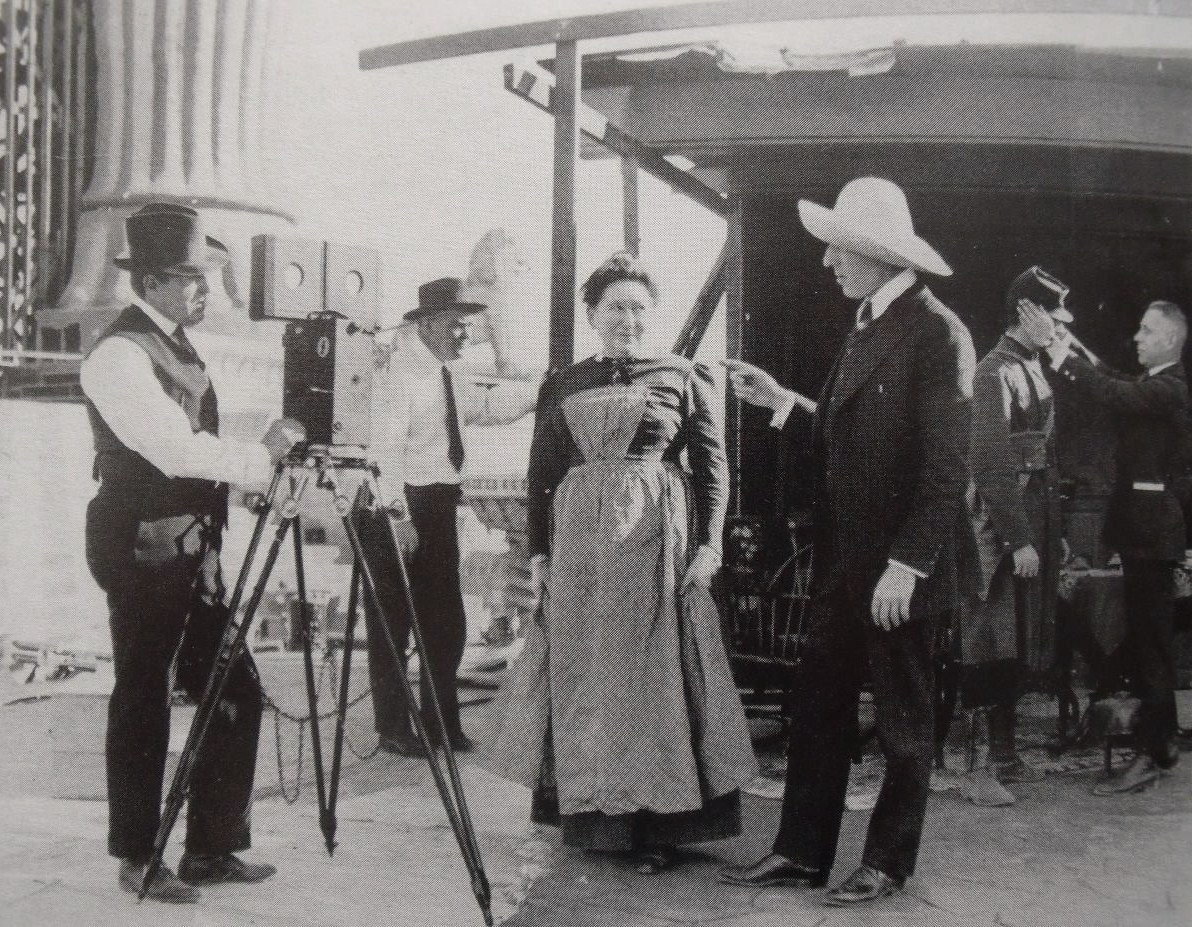
Parte de una foto publicitaria de Intolerancia (1916). El director de fotografía Billy Bitzer (1874 - 1944), Josephine Crowell y D. W. Griffith; en el extremo de la derecha, Erich von Stroheim.

| 1915 | El nacimiento de una nación |
| 1916 | Intolerancia                |
| 1916 | The House Built Upon Sand   |
| 1917 | Rebecca of Sunnybrook Farm  |
| 1917 | The Bad Boy                 |
| 1919 | The Greatest Question       |
| 1924 | Casado y con suegra         |
| 1925 | The Merry Widow             |
| 1928 | El hombre que ríe           |
| 1929 | Wrong Again                 |